# Naoko Kodama
Naoko Kodama (コダマナオコ?, Kodama Naoko; 28 ottobre ...) è una fumettista giapponese nota come autrice di manga yuri.

## Opere
- O nīchan no ijiwaru (お兄ちゃんのイジワル?) (2009)
- Gakuen Harem (学園ハーレム?, Gakuen Hāremu) (2010)
- Anata no omocha (あなたのオモチャ?) (2011)
- Bakemono Club (ばけものくらぶ?, Bakemono Kurabu) (2011-2012)
- Fujiyū sekai (不自由セカイ?) (2012-2016)
- Zankō Noise (残光ノイズ?, Zankō Noizu) (2013-2016)
- Yokujō Target (欲情ターゲット?, Yokujō Tāgetto) (2014)
- Cocytus (コキュートス?, Kokyūtosu) (2014-2016)
- Ren'ai manga shinsōban (レンアイマンガ 新装版?) (2014)
- Netsuzou Trap (捏造トラップ-NTR-?, Netsuzō Torappu - NTR) (2015-2018)
- I Married a Girl to Shut My Parents Up (親がうるさいので後輩（♀）と偽装結婚してみた。?, Oya ga urusai node kōhai (♀) to gisō kekkon shitemita) (2018)
- Umineko sō days (海猫荘days?) (2019-2020)